# 张庆善

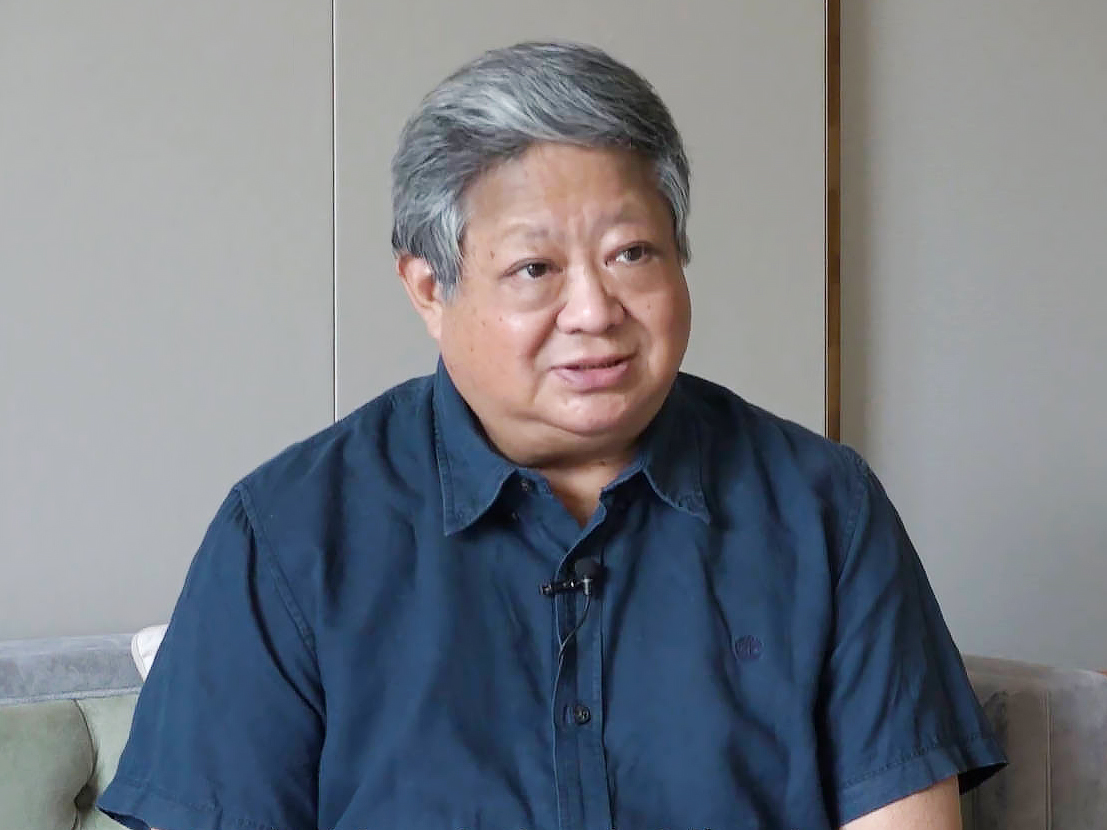
张庆善

张庆善（1952年—），男，辽宁大连人，中国红学家，中国艺术研究院党委书记、副院长、研究员，中国红楼梦学会会长，国家非物质文化遗产保护工作专家委员会委员。